# Emporia, Virginia
Emporia är en stad (independent city) och countyfritt område i den amerikanska delstaten Virginia med en yta av 18,1 km² och en folkmängd som enligt United States Census Bureau uppgår till 5 927 invånare (2010). Emporia grundades år 1887 genom sammanslagningen av Hicksford och Belfield, vilka båda låg i Greensville County. År 1967 blev Emporia en kommun av typen city och countyfritt område, samtidigt som orten är administrativ huvudort i omkringliggande Greensville County.

## Kända personer från Emporia
- John N. Dalton, politiker, guvernör i Virginia 1978-1982